# Agnello arrosto
L'agnello arrosto è un secondo piatto tipico della gastronomia dei pastori di tutto il mondo, quindi in Italia lo troviamo nelle regioni lungo tutto l'arco appenninico, nella cucina ligure, nella cucina toscana, nella cucina emiliana, nella cucina abruzzese, nella cucina marchigiana, nella cucina umbra e nella cucina laziale e nelle isole, nella cucina sarda e nella cucina siciliana. Si tratta di un taglio d'agnello, solitamente la coscia, ma anche la spalla, il petto arrotolato, o il carré infarcito con spezie varie e cotto in forno oppure alla brace. Tradizionalmente viene cucinato con un contorno di patate, per festeggiare con l'agnello pasquale la festività religiosa del giorno di Pasqua.
Vengono utilizzati agnelli fino a 7 Kg. e agnelli da 10 a 25 Kg.

## Aromi
Gli aromi di base all'italiana sono i classici aglio, alloro, rosmarino e salvia. Oppure vengono usati altri aromi come il ginepro o il pepe verde o altre spezie di tipo orientale come quelle usate nel kebab: origano, menta, peperoncino, cannella, cumino, coriandolo.

## Marinata
La marinata si prepara con vino bianco o rosso, limone o aceto, brodo, olio d'oliva e gli aromi.

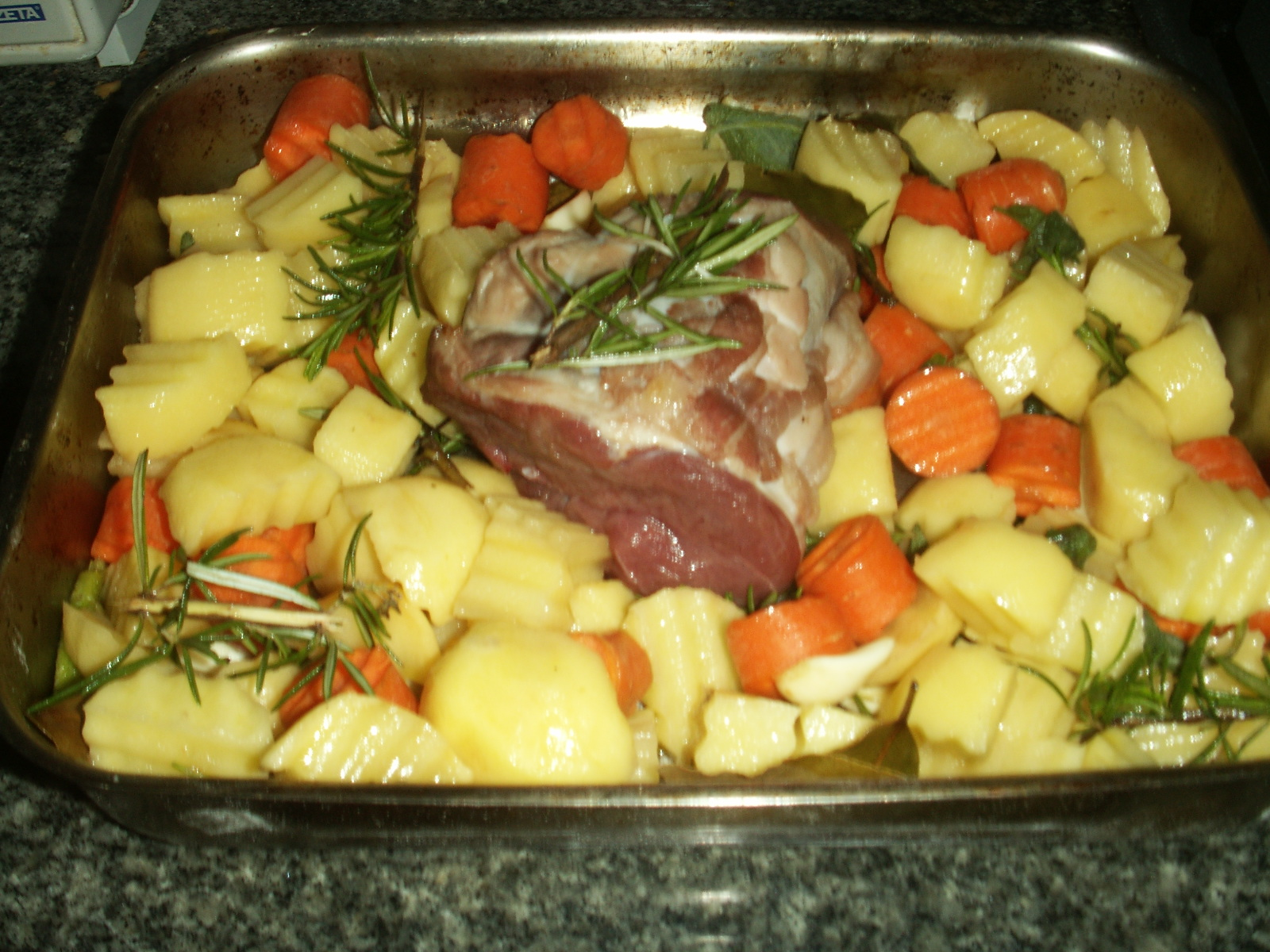
Coscia disossata

## Abbinamento ai vini
Bordeaux Rouge Château Batailley, Lazio Rosso, Montiano Falesco, Collio Goriziano Cabernet. 
Poi, in ogni regione, ognuno abbina il proprio vino rosso: quindi un Montepulciano d'Abruzzo, Costa d'Amalfi Tramonti rosso riserva, Aglianico del Vulture, Brunello di Montalcino, Colli Orientali del Friuli Pignolo, Sangiovese e Cannonau.